# کولونکا (باشقیرستان)
کولونکا (به لاتین: Kolonka) یک منطقهٔ مسکونی در روسیه است که در باشقیرستان واقع شده‌است.